# Tristichella
Tristichella là một chi rêu trong họ Sematophyllaceae.